# Reinhard Deichgräber
Reinhard Deichgräber (* 18. September 1936 in Marburg) ist ein deutscher evangelisch-lutherischer Theologe, war Lehrer am Missionsseminar Hermannsburg und ist geistlicher Schriftsteller.

## Leben und Wirken
Deichgräber, Sohn der Eheleute Prof. Karl und Ilse Deichgräber (geb. Lammers), wuchs in Göttingen auf. Er studierte von 1956 bis 1962 Evangelische Theologie in Göttingen und Heidelberg. Nach seiner Promotion 1965 an der Universität Heidelberg im Fach Neues Testament mit einer Arbeit über frühchristliche Hymnen war er von 1965 bis 1995 theologischer Dozent für Altes Testament, Ethik, Seelsorge und Lebenskunde am Missionsseminar Hermannsburg. Zusätzlich übte er das Amt des Hausvaters auf dem Campus in Hermannsburg aus. Von 1984 bis 1987 absolvierte er eine logotherapeutische Zusatzausbildung in Hamburg. Von 1995 bis zum Ruhestand 1998 war er Mitarbeiter im Bildungsreferat des Evangelisch-lutherischen Missionswerkes (ELM) in Hermannsburg. Viele Jahre war er Gastdozent in Südafrika, Namibia, Äthiopien und in Mittelasien. Er zählte zum Gründungskreis der ab 1966 Koinonia genannten Gethsemane-Bruderschaft. Er leitete auch viele Einkehrtage.
Deichgräber gründete 2003 eine gemeinnützige Stiftung, das Hilfsprojekt Donamus, in die der Reinerlös seiner Medien fließt. Damit werden hilfsbedürftige Kinder, besonders Aidswaisen, im südlichen Afrika unterstützt.

## Privates
Am Anfang seiner Pensionierung lebte er in Hafkamp bei Malente in der Holsteinischen Schweiz, später kehrte er wieder nach Hermannsburg zurück. Er ist unverheiratet und gehört zum Epiphaniakreis, der ein Teil der Koinonia-Gemeinschaft ist.

## Lehre
Deichgräber stellte bereits 1967 in seiner Dissertation Gotteshymnus und Christushymnus in der frühen Christenheit heraus, dass die Gemeinde des Neuen Testaments im Kern eine lobende Gemeinde sei. Die Bibel sei nicht primär Mitteilung, auch nicht Offenbarung, sondern Gotteslob. Nachweise dazu seien die lehrhaften und paränetischen Teile der neutestamentlichen Briefe. Das Lob sei gleichsam eine Klammer, ein Rahmen, der alles umspanne, alles durchdringe und allem Maß und Richtung gebe. So begännen Briefe mit Dank und Eulogien, und Doxologien seien das letzte Wort. Weil das Handeln Gottes lobenswert sei, darum könne es auch nur lobend erkannt werden. Das Lob werde zum Ort der Gottestat, seiner Barmherzigkeit, der eschatologischen Wende. Der Gottesdienst sei vom Lobpreis der Gemeinde her zu bestimmen und folglich auch entsprechend zu gestalten. Christliche Verkündigung sei im Grunde genommen öffentlicher Lobpreis, der auch auf der apokalyptischen Vorstellung basiere, dass der irdische Kultus ein Abbild des himmlischen Gottesdienst sei. Die Menschen begäben sich in das Lob als das Medium, den Ort des Heilshandelns und der Präsenz der Barmherzigkeit Gottes und würden dadurch überhaupt erst zur Gemeinde. Lob geschehe im Gefälle und schaffe Gefälle; so sei Gott nur von einem Höheren her zu loben. Folglich könne das Lob Gottes nur von Gott selbst ausgehen. Nur das Wort Gottes könne Gott loben. Das Wort Gottes aber, im Anfang bei Gott, werde in Jesus Christus Fleisch, wobei nicht weniger als die Herrlichkeit Gottes, das Lob Gottes, zu sehen sei. Das Gotteslob sei Christus, und die Gemeinde lebe in Christus, wenn sie in das Gotteslob eintrete. Es gebe keine andere legitime Art, von Gott zu reden, als so, dass man ihn lobe und ehre. Im Lobpreis gelte, dass Gott alles in allen sei.
Deichgräber befasste sich in seinen neueren Werken vorwiegend mit Themen wie Gebet, Meditation und Spiritualität aus christlicher Perspektive. Er will die Lesenden über die Vielfalt christlicher Spiritualität informieren und zu konkreten, praktischen Schritten anleiten.

## Werke
- Gotteshymnus und Christushymnus in der frühen Christenheit. Untersuchungen zu Form, Sprache und Stil der frühchristlichen Hymnen. (zugl. Dissertation) Göttingen 1967.
- Leben heißt sehen. Anleitung zur Meditation. (gemeinsam mit Olav Hanssen), Göttingen 1968.
- Gott ist genug. Liedmeditationen nach Gerhard Tersteegen. Vandenhoeck & Ruprecht, Göttingen, 1975. 2. Auflage 1997. ISBN 978-3-52560-395-6.
- Wachsende Ringe. Die Bibel lehrt beten. (1983) Göttingen, 4. Auflage 2002. 5. leicht bearbeitete Auflage, Niederbüren, Esras.net, 2018 unter dem Titel: Wachsende Ringe. Mit der Bibel beten lernen. ISBN 978-3-03890-011-5.
- Vom Geschenk des Alltags. Gott finden auf vertrauten Wegen. Herder, Freiburg i. Br. 1990.
- Von der Zeit, die mir gehört. (1985) Göttingen, 4. Auflage 1992.
- Trost der Nacht. Gedanken zu Schlaf und Schlaflosigkeit. Göttingen, 1993. Neuauflage: SCM Hänssler, Holzgerlingen, 2007. ISBN 978-3775147934.
- Ich freue mich, daß es mich gibt. Vom Umgang des Menschen mit sich selbst. Göttingen 1995.
- Mit den Ohren des Herzens lauschen. Anleitung zur Meditation biblischer Texte. Göttingen 1999.
- Tage der Einkehr mit biblischen Geschichten. Vandenhoeck & Ruprecht, Göttingen, 2000. ISBN 978-3-52501-827-9.
- Der Tag ist nicht mehr fern. Betrachtungen zu Liedern von Jochen Klepper. Vandenhoeck & Ruprecht, Göttingen 2002. (2. durchgesehene Auflage 2003) ISBN 978-3-52560-406-9.
- Zuflucht. Göttingen 2002.
- Freude an der Eucharistie. Meditative Zugänge zur Feier des Herrenmahles. (gemeinsam mit Anselm Grün), Göttingen 2003.
- Gottes Willen erkennen und tun. Geistlich leben. Brunnen, Gießen, 2003. ISBN 978-3-7655-5482-7. 4. Auflage, Niederbüren, Esras.net, 2015. ISBN 978-3-905899-39-9.
- Biotope für die Seele. Heilende Landschaften erleben. Vandenhoeck & Ruprecht, Göttingen, 2005. ISBN 978-3-52563-367-0.
- Nichts nimmt mir meinen Mut. Paul Gerhardt als Meister der christlichen Lebenskunst. Vandenhoeck & Ruprecht, Göttingen, 2006. ISBN 978-3-52563-373-1.
- Kleine Lebensweisheiten von Paul Gerhardt. Brunnen, Gießen, 2007. ISBN 978-3-7655-6475-8.
- Niemand muss vollkommen sein. Auswege aus der Falle des Perfektionismus. Brunnen, Gießen, 2007. ISBN 978-3-7655-5456-8.
- All meine Gedanken sind bei dir. In Gottes Gegenwart leben. (Hrsg.) Neufeld Verlag, Schwarzenfeld, 2009, ISBN 978-3-937896-56-4.
- Man hört nur mit dem Herzen gut: Anregungen und Gebetsimpulse für ein ganzes Jahr. Gießen 2009. ISBN 978-3-7655-1723-5.
- Und unterwegs wirst du ein anderer Mensch. Vom Wunder der Wandlung – Geistlich leben. Brunnen, Gießen, 2010. ISBN 978-3-7655-5484-1.
- Stufen des Glaubens – Stufen des Lebens. Geistlich leben. Brunnen, Gießen, 2011. ISBN 978-3-7655-5489-6.
- ER gebe uns ein fröhlich Herz. Singen, beten, loben. Ausgewählte Aufsätze, Beiträge und Meditationen. hg.v. Detlev Graf von der Pahlen und Reiner Andreas Neuschäfer, Gesellschaft für Mission, Neuendettelsau 2016. ISBN 978-3-946083-10-8.
- Du bist begabt und reich beschenkt. Neufeld Verlag, Cuxhaven, 2018. ISBN 978-3-86256-091-2.